# Desmetilació
La desmetilació és una reacció química caracteritzada per l'eliminació d'un grup metil (-CH₃) d'una molècula. Als sistemes bioquímics, el procés de desmetilació sovint és catalitzat per un enzim, com és el cas de la família d'enzims hepàtics del citocrom P450.
Les proteïnes també són desmetilades, en general als seus residus de lisina. Sovint es produeix a causa de l'oxidació d'un substituent metil, convertint-se en un grup metilè (=CH₂), que després pot ser hidrolitzat per formar un formaldehid (H₂C=O).